# Viktor Jakovlevics Potapov
Viktor Jakovlevics Potapov, oroszul: Виктор Яковлевич Потапов (Dolgorudnij, 1947. március 29. – Dolgorudnij, 2017. december 10.) olimpiai bronzérmes, kétszeres világbajnok szovjet-orosz vitorlázó.

## Sportpályafutása
Részt vett az 1972-es müncheni, az 1976-os montréali és az 1980-as moszkvai olimpián. 1972-ben finn dingiben bronzérmes lett. Pályafutása alatt két világbajnoki (1978, 1980) és egy Európa-bajnoki címet (1981) nyert.